# Болінгбрук (Іллінойс)
Болінгбрук (англ. Bolingbrook) — селище (англ. village) в США, в округах Вілл і Дюпаж штату Іллінойс. Населення — 73 922 особи (2020).

## Географія
Болінгбрук розташований за координатами 41°41′28″ пн. ш. 88°6′6″ зх. д. / 41.69111° пн. ш. 88.10167° зх. д. (41.691120, -88.101566).  За даними Бюро перепису населення США в 2010 році селище мало площу 62,82 км², з яких 62,29 км² — суходіл та 0,54 км² — водойми.

## Демографія
Згідно з переписом 2010 року, у селищі мешкало 73 366 осіб у 22 212 домогосподарствах у складі 18 168 родин. Густота населення становила 1168 осіб/км².  Було 23141 помешкання (368/км²).
Расовий склад населення:
| - 54,3 % — білих - 20,4 % — чорних або афроамериканців - 11,4 % — азіатів - 0,3 % — корінних американців - 10,2 % — осіб інших рас |

До двох чи більше рас належало 3,4 %. Частка іспаномовних становила 24,5 % від усіх жителів.
За віковим діапазоном населення розподілялося таким чином: 30,6 % — особи молодші 18 років, 63,1 % — особи у віці 18—64 років, 6,3 % — особи у віці 65 років та старші. Медіана віку мешканця становила 33,1 року. На 100 осіб жіночої статі у селищі припадало 98,3 чоловіків;  на 100 жінок у віці від 18 років та старших — 96,0 чоловіків також старших 18 років.
Середній дохід на одне домашнє господарство  становив 90 671 долар США (медіана — 77 506), а середній дохід на одну сім'ю — 94 605 доларів (медіана — 83 216). Медіана доходів становила 54 090 доларів для чоловіків та 42 065 доларів для жінок. За межею бідності перебувало 9,1 % осіб, у тому числі 15,1 % дітей у віці до 18 років та 5,2 % осіб у віці 65 років та старших.
Цивільне працевлаштоване населення становило 37 316 осіб. Основні галузі зайнятості: освіта, охорона здоров'я та соціальна допомога — 23,3 %, виробництво — 12,1 %, роздрібна торгівля — 11,5 %, науковці, спеціалісти, менеджери — 11,4 %.